# Теракт в Луксоре
Террористический акт в Луксоре — массовое убийство террористами иностранных туристов рядом с заупокойным храмом женщины-фараона Хатшепсут в Дейр-эль-Бахри близ Луксора, которое произошло утром 17 ноября 1997 года.

## Теракт
Теракт был совершён членами исламских террористических организаций Египта. Шестеро террористов были одеты в форму сотрудников службы безопасности Египта и вооружены автоматами и мачете.
17 ноября 1997 года в 8:30 группа туристов из 58 человек подъехала на пассажирском автобусе к дороге, ведущей к храму Хатшепсут. После досмотра и покупки входных билетов туристы вошли на первую террасу храма. Через несколько минут террористы начали действовать. Они подбежали ко входу в храм, где расстреляли полицейского и двух билетёров. Четверо из террористов бросились в погоню за туристами, двое остались охранять вход. Догнав туристов, исламисты открыли по ним огонь. Туристы пытались добежать до второй террасы и укрыться там за колоннами и пилястрами, но убийцы хладнокровно расстреляли или зарезали их всех.
Расправа продолжалась 45 минут, после чего убийцы скрылись из храма. Они угнали автобус и направились в сторону гористой местности, однако на дороге оказалась засада из сил армии и полиции Египта. Завязалась перестрелка, в ходе которой один из террористов был ранен, остальным удалось скрыться. Спустя некоторое время их тела были обнаружены в одной из пещер. Все они покончили жизнь самоубийством.

## Итоги теракта
В результате теракта были убиты 62 человека, 26 получили ранения. В числе погибших были граждане Швейцарии (36 человек), Японии (10 человек), Великобритании (6 человек), Германии (4 человека), Египта (4 человека), Колумбии (1 человек), Франции (1 человек). Среди убитых была пятилетняя британская девочка.
В результате этого события приток иностранных туристов в Египет значительно сократился. Опасаясь потерять основной источник дохода страны, президент Хосни Мубарак заявил, что отныне безопасность — основной приоритет: «В мире может произойти всё, что угодно, но наша задача — обеспечить безопасность каждому человеку в Египте».
Власти возложили ответственность на местную исламистскую группировку «Аль-Гамаа аль-исламийя» («Исламская община»). Все свои усилия данная группировка направляла на то, чтобы свергнуть действующее правительство Египта, в частности, данный теракт был направлен на подрыв экономики страны. Однако жестокое массовое убийство настроило против группировки всех египтян, и многие ранее поддерживавшие «Исламскую общину» отвернулись от неё. Лидеры организации взяли на себя ответственность за совершение теракта и заявили, что планировали лишь взять туристов в заложники. В течение нескольких лет группировка продолжала терроризировать страну, но к марту 1999 года основной её костяк был арестован либо физически уничтожен сотрудниками египетской полиции. Впоследствии все арестованные были осуждены в соответствии с египетскими законами, а бывший лидер «Исламской общины» Шейх Омар Абдель Рахман был арестован в США за подготовку теракта в Нью-Йорке и приговорён к пожизненному лишению свободы.
В июне 2013 года, во время событий Арабской весны, группировка «Аль-Гамаа аль-исламийя» заявила о том, что не имела отношения к теракту в Луксоре. Это заявление было связано с тем, что один из предполагаемых организаторов теракта Адель Альхайат в июне 2013 года был назначен губернатором Луксора (указом президента Мухаммеда Мурси). Впрочем, он подал в отставку ещё до свержения президента.